# Mój Nikifor
Mój Nikifor è un film del 2004 diretto da Krzysztof Krauze e basato sulla vita del pittore polacco naif Nikifor.

## Trama
Nel 1960, a Krynica, cittadina dei Monti Beschidi Sądecki, il pittore di etnia lemko Epifaniusz Drowniak, noto come Nikifor, malato e vestito di stracci, entra nello studio dell'artista Marian Włosiński, situato in uno degli stabilimenti termali e decide di fermarsi a dipingere lì.
Włosiński parla con gli abitanti di Krynica, cercando di scoprire l'identità dell'ospite inaspettato. Scopre poco: solo che Nikifor discende da una madre muta e da un padre ignoto. Nonostante i notevoli dubbi, decide di prendersi cura del pittore; non lo abbandona nemmeno quando scopre che soffre di tubercolosi. Włosiński affronta le conseguenze della sua scelta: prendendosi cura di quell'uomo solitario e indifeso, abbandona le proprie ambizioni artistiche e perde la famiglia. Sua moglie, preoccupata per la propria salute e per quella delle figlie, si trasferisce fuori città.
Il tutore di Nikifor, nonostante la sua iniziale avversione per la pittura popolare, diventa ambasciatore della sua arte. Nel 1967, organizza una mostra delle sue opere alla Galleria Zachęta di Varsavia. Non lo abbandona mai, organizzando cure specialistiche quando le condizioni dell'artista lemko peggiorano. Il film si conclude con una scena in ospedale. La moglie di Włosiński gli fa visita, vegliando sul letto di Nikifor morente. Il film indica l'inizio di una riconciliazione.

## Riconoscimenti
- 2004 - Festival del cinema di Gdynia
  - Miglior attrice (Krystyna Feldman)
  - Migliori costumi (Dorota Roqueplo)
  - Miglior montaggio (Krzysztof Szpetmanski)
- 2005 - Athens Panorama of European Cinema
  - Premio FIPRESCI (Krzysztof Krauze)
- 2005 - Camerimage
  - Candidatura alla Rana d'oro (Krzysztof Ptak)
- 2005 - Chicago International Film Festival
  - Hugo d'oro al miglior film (Krzysztof Krauze)
  - Hugo d'argento al miglior attore (Roman Gancarczyk)
- 2005 - Cinemanila International Film Festival
  - Miglior attore (Krystyna Feldman)
- 2005 - Karlovy Vary International Film Festival
  - Miglior attrice (Krystyna Feldman)
  - Miglior regia (Krzysztof Krauze)
- 2005 - Globo di Cristallo
  - A Krzysztof Krauze
- Premio Don Quijote
  - Menzione speciale a Krzysztof Krauze
- 2005 - Polskie Nagrody Filmowe
  - Premio Aquila alla miglior attrice (Krystyna Feldman)
  - Premio Aquila alla miglior fotografia (Krzysztof Ptak)
  - Premio Aquila al miglior montaggio (Krzysztof Szpetmanski)
  - Premio Aquila al miglior design di produzione (Magdalena Dipont)
  - Premio Aquila al miglior sonoro (Nikodem Wolk-Laniewski)
  - Candidatura Premio Aquila ai migliori costumi (Dorota Roqueplo)
  - Candidatura Premio Aquila alla miglior regia (Krzysztof Krauze)
  - Candidatura Premio Aquila al miglior film (Juliusz Machulski)
  - Candidatura Premio Aquila alla miglior colonna sonora (Bartlomiej Gliniak)
  - Candidatura Premio Aquila alla miglior sceneggiatura (Krzysztof Krauze, Joanna Kos)
- 2005 - Semana Internacional de Cine de Valladolid
  - Miglior attrice (Krystyna Feldman)